# Sant Martí del Forn de Vidre
Sant Martí del Forn de Vidre és una església de la Jonquera inclosa a l'Inventari del Patrimoni Arquitectònic de Catalunya.

## Descripció
L'església, situada a tres quilòmetres de la Jonquera, té sola nau, amb capçalera trilobulada i coberta a dues aigües. La capçalera consta de dues absidioles i un absis. Les absidioles que actuen a manera de creuer i són semicirculars a l'exterior i de ferradura a l'interior, i tenen coberta de quart d'esfera. L'absis es cobreix en volta de canó per acabar en quart d'esfera. L'arc triomfal té impostes en tall de bisell. Al mur nord de la nau hi ha una porta, enlairada respecte del sòl, d'arc ultrapassat; actualment està tapiada. L'aparell és de pedres de granit poc retocades, essent la capçalera gairebé construïda seguint opus spicatum. Al sud de l'església hi ha un petit oratori del segle XVI/XVII.

## Història
Monsalvatge recull la tradició segons la qual aquesta església seria manada construir per Carlemany després d'una derrota sobre els sarraïns a Rosselló. Aquest fet al·ludeix a la fundació d'esglésies per part de Carlemany; fenomen relativament freqüent a la tradició catalana de l'època i el trobem també amb relació a altres esglésies: Santa Maria del Camp (Garriguella) i Sant Martí de Fenollar (Vallespir). S'hauria de conextualuitzar dins d'aquella exaltació tant política com religiosa a la que fou sotmesa la figura del rei carolingi que arribà a convertir-se en un personatge mític i llegendari. J. Badia, per contra, data aquest temple del segle x. Pensa que es tracta d'un edifici força interessant perquè les esglésies amb capçalera tripartita que es conserven a Catalunya són d'èpoques més tardanes. L'església mostra un patent primitivisme degut a la planta irregular de la seva capçalera. S'ha al·ludit a la possibilitat que l'església fos dedicada a la Trinitat degut a la presència d'un oratori, tot i que d'època molt tardana, i sobretot, pel tipus de capçalera trilobulada.